# Adenophyllum porophyllum
Adenophyllum porophyllum là một loài thực vật có hoa trong họ Cúc. Loài này được (Cav.) Hemsl. mô tả khoa học đầu tiên năm 1881.